# علي كمال المسيلي
علي كمال المسيلي (بالفرنسية: Said Ali Kemal)‏ (1938 - 2020) صحفي وزعيم سياسي قمري. كان أول سفير لدولة جزر القمر في فرنسا بعد الاستقلال. واشتغل في منصب وزير الشؤون الاقتصادية في عهد الرئيس محمد جوهر. كما كان القائم بأعمال رئيس جزر القمر لفترة مؤقتة بعد الإطاحة بالرئيس محمد جوهر عام 1995.

## نسبه
علي كمال الدين بن إبراهيم بن علي بن عمر بن حسن بن عبد الله الأول بن محمد بن عبد الله بن علوي بن عبد الله بن علوي بن أبي بكر بن علي بن أحمد بن عبد الله المسيلي بن محمد بن علوي الشيبة بن عبد الله بن علي بن عبد الله باعلوي بن علوي الغيور بن الفقيه المقدم محمد بن علي بن محمد صاحب مرباط بن علي خالع قسم بن علوي بن محمد بن علوي بن عبيد الله بن أحمد المهاجر بن عيسى بن محمد النقيب بن علي العريضي بن جعفر الصادق بن محمد الباقر بن علي زين العابدين بن الحسين السبط بن علي بن أبي طالب، وعلي زوج فاطمة بنت محمد ﷺ.
فهو الحفيد 37 لرسول الله محمد ﷺ في سلسلة نسبه.

## مولده ونشأته
ولد بمدينة موروني في السادس والعشرين من شهر يونيو سنة 1938. أكمل دراسته الثانوية في أنتاناناريفو بمدغشقر، ثم التحق بجامعة فرنسية، وتخرج من المدرسة الوطنية [الفرنسية] بباريس. وكان أحد الأعضاء المؤسسين لجمعية المتدربين والطلاب القمريين في فرنسا. وشغل منصب رئيس الجمعية التي هدفت إلى نشر الثقافة القمرية والحصول على منح دراسية لطلاب جزر القمر من عام 1966 إلى عام 1969. ثم أتيحت له الفرصة لدراسة الصحافة، وبدأ العمل في مكتب البث الإذاعي والتلفزيوني الفرنسي [الفرنسية] في جزر القمر عام 1969، وكان من أوائل الأفارقة الذين قدموا الأخبار على قناة تلفزيونية فرنسية. وعمل كصحفي في كل من جزر القمر وريونيون وجيبوتي وفرنسا.

## حياته السياسية
في عام 1978، طلب الرئيس أحمد عبد الله من علي كمال أن يصبح أول سفير لجزر القمر في فرنسا لصفات شخصيته الفرانكوفونية. ويعتقد عبد الله أن كمال كان أفضل مرشح لإصلاح العلاقات القمرية الفرنسية التي كانت متدهورة منذ استقلال جزر القمر. وبعد عامين من توليه المنصب استقال كمال بسبب الإحباط الذي واجهه من الاتجاهات الديكتاتورية للقيادة في وطنه.
أسس عام 1981 اللجنة الوطنية للخلاص العمومي لتصبح عام 1985 حزب الأخوة والاتحاد الجزري المعروف باسم "شوما". ورشح الحزب رئيسه علي كمال مرارا لرئاسة الجمهورية غير أنه لم يحظ بأي نجاح.
وبعد وفاة الرئيس أحمد عبد الله كان علي كمال مرشحًا للانتخابات الرئاسية، وجاء في المركز الثالث خلف محمد تقي عبد الكريم ومحمد جوهر. وقد شارك لفترة وجيزة في حكومة جوهر، لكنه سرعان ما استقال بسبب خلافه مع القيادة. وبعد عملية الانقلاب على الرئيس جوهر استولى الجيش القمري على السلطة وطلب من علي كمال ومحمد تقي العمل كقادة تنفيذيين للبلاد. وشغل منصب الرئيس المؤقت لجزر القمر لمدة ثلاثة أيام من 2 أكتوبر إلى 5 أكتوبر عام 1995 قبل تدخل القوات المسلحة الفرنسية. ثم حاول الرئيس محمد تقي تشكيل دستور من الحزبين، لكن علي كمال ترك الحكومة مرة أخرى بعد خلاف.
في عام 2004، انتخب علي كمال عضوا في جمعية اتحاد جزر القمر، ممثلا عن دائرة بامباو [الفرنسية] بنسبة 64٪ من الأصوات. وفي عام 2009، عارض احتفاظ الرئيس أحمد عبد الله سامبي بالمنصب وطالب الرئيس القادم بأن يأتي من جزيرة موهيلي. وتم التوصل إلى توافق في الآراء وأصبح إكليل ظنين من موهيلي رئيسًا عام 2011. ومع ذلك فقد شجب كمال مع حزبه "شوما" انتهاكات الرئيس إكليل ظنين الاستبدادية للسلطة ولا سيما ميوله إلى محاباة الأقارب.

## وفاته
توفي صباح يوم الأحد الثالث عشر من شهر سبتمبر سنة 2020 بالعاصمة موروني ودفن بمدينة إيكوني مسقط رأسه بجوار ضريح والده إبراهيم بن علي المسيلي.

## روابط خارجية
- كلهم من الطبقة السياسية وجلهم تقلدوا أعلى المناصب في الدولة … هؤلاء أغنى 10 شخصيات في جزر القمر - من جزر القمر.